# 1363 w polityce

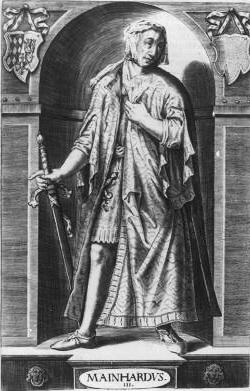
Meinhard III Tyrolski

Wydarzenia polityczne w 1363 roku.

## Zmarli
- 13 stycznia Meinhard III Tyrolski, książę Górnej Bawarii[1].